# Día Internacional de Nelson Mandela
El Día Internacional de Nelson Mandela es una jornada que se celebra anualmente el 18 de julio desde 2010, fue promulgada por la Asamblea General de las Naciones Unidas (AGNU) en 2009.

## Proclamación
El 27 de abril de 2009, la Fundación Nelson Mandela en colaboración con la campaña 46664, que tenía como objetivo recaudar fondos contra el SIDA, inició un llamamiento global para establecer el Día de Mandela, que se haría coincidir con el cumpleaños de Nelson Mandela. Este movimiento se anunció con el respaldo de eventos globales y colaboraciones, incluyendo actividades educativas en Nueva York y visitas de estudiantes a Sudáfrica para aprender directamente sobre el trabajo y los ideales de Mandela. La propuesta fue formalmente reconocida por la AGNU el 10 de noviembre de 2009. La proclamación de este día se motivó por el deseo de honrar su contribución significativa a la cultura de la paz y la libertad a nivel mundial.

## Celebración
Esta conmemoración se realiza cada año el 18 de julio, por ser el día de su nacimiento, en reconocimiento a su legado y su vida dedicada al servicio de la humanidad. La elección de esta fecha específica refleja el impacto profundo y las enseñanzas de Mandela, buscando que cada persona dedique tiempo a la promoción de la paz y el servicio comunitario, impulsando acciones que mejoren sus comunidades. La primera celebración tuvo lugar en 2010 y desde entonces se han organizado eventos y actividades en diversas partes del mundo para reforzar y celebrar los valores por los cuales luchó.

## El Premio de Nelson Mandela
El Premio de Nelson Mandela, establecido por la AGNU el 2 de abril de 2015,es una expresión conmemorativa directamente vinculada al Día Internacional de Nelson Mandela. Este premio se presenta cada cinco años, coincidiendo con las celebraciones de este día, y reconoce a dos laureados de cualquier parte del mundo que encarnan los valores y el legado de Mandela. Este premio no solo celebra los logros personales de los elegidos, sino que también refuerza el mensaje de acción y humanidad que este día busca fomentar globalmente. Se realizan a lo largo de la celebración del 18 de julio en la sede de la ONU de Nueva York.

### Galardonados
- 2015: Dr. Helena Ndume, Namibia [9]
- 2015: Jorge Fernando Branco Sampaio, Portugal[9]
- 2020: Marianna Vardinoyannis, Grecia[10]
- 2020: Dr. Morissanda Kouyaté, Guinea[10]

## Las Reglas de Nelson Mandela
Las Reglas de Nelson Mandela, adoptadas por la AGNU el 17 de diciembre de 2015, amplían el alcance del Día Internacional de Nelson Mandela. Estas reglas, una revisión de las Reglas Mínimas Estándar para el Tratamiento de los Reclusos de 1955, fueron renombradas en honor a Mandela para enfatizar la promoción de condiciones humanas en las prisiones, la conciencia sobre la inclusión continua de los prisioneros en la sociedad, y el valor del trabajo del personal penitenciario como un servicio social esencial. Este reconocimiento y renovación de las reglas se llevan a cabo en la sede de la ONU en Nueva York, durante la conmemoración anual del Día Internacional de Nelson Mandela el 18 de julio, subrayando la importancia de la dignidad y los derechos humanos incluso en los entornos más difíciles.

## Actos conmemorativos
- 2010-2017: sin tema específico[14][15][16][17][18][19][20][21]
- 2018: Centenario de Nelson Mandela [22]
- 2019-2023: sin tema específico[23][24][25][26][27]